# Atakule

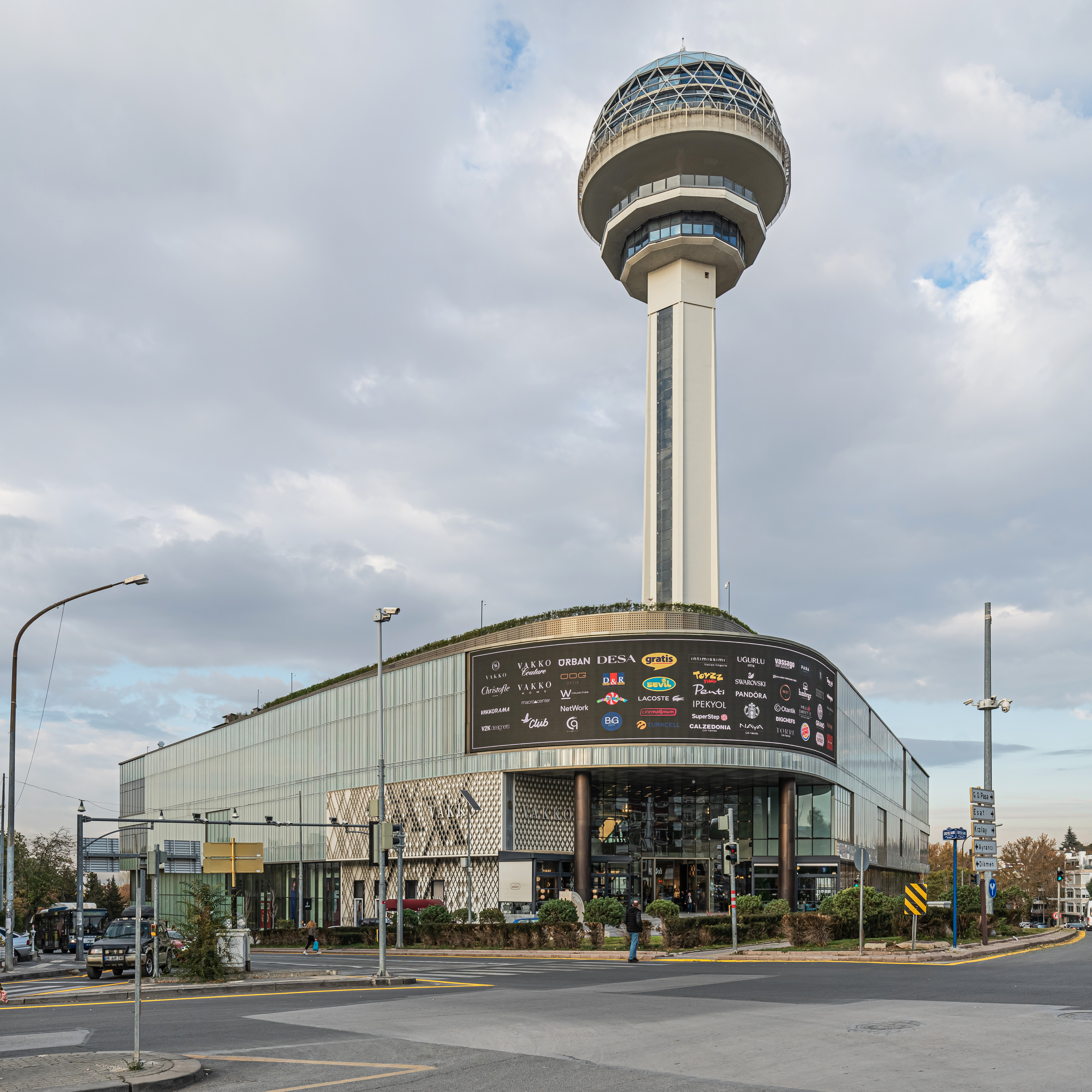
Atakule

El Atakule Alışveriş Merkezi (o simplemente Atakule, en turco, ata significa ancestro aunque generalmente se le utiliza para referirse a Atatürk, y kule, torre) es una torre de comunicación y observación turca ubicada en Çankaya, uno de los distritos (ilçe) de la Provincia de Ankara. 
Como Çankaya se encuentra en una colina de la región central de la provincia, puede ser vista desde casi cualquier lugar de la ciudad en días claros, y viceversa. El diseño de la torre, que incluye un restaurante giratorio llamado "Sevilla", estuvo a cargo de Ragıp Buluç, y puede dar un giro de 360° en una hora. La estructura en la parte inferior de la torre es un centro comercial. La torre, de 125 metros fue inaugurada el 13 de octubre de 1989.
- Datos: Q753230
- Multimedia: Atakule / Q753230